# Petra Kammerevert
Petra Kammerevert (ur. 1 czerwca 1966 w Duisburgu) – niemiecka samorządowiec, posłanka do Parlamentu Europejskiego VII, VIII i IX kadencji.

## Życiorys
W 1985 uzyskała maturę w Düsseldorfie, po czym podjęła studia z dziedziny socjologii i nauk politycznych na Universität Duisburg. Od 1992 do 2002 pracowała jako współpracownik naukowy niemieckich europosłów. Od 2002 była zatrudniona jako referentka w zarządzie programowym telewizji ARD.
W 1984 wstąpiła do SPD. Od 1992 do 1995 była przewodniczącą jej młodzieżówki Jusos w Düsseldorfie. Od 2004 zasiadała w zarządzie okręgowym. W 1999 została wybrana na radną Düsseldorfu, gdzie zasiadała w komisjach budżetu i finansów, sportu, współpracy regionalnej i europejskiej oraz szkolnej.
W 2009 uzyskała mandat posłanki do Parlamentu Europejskiego VII kadencji. W 2014 i 2019 z powodzeniem ubiegała się o europarlamentarną reelekcję.